# Obesotoma pulcherrima
Obesotoma pulcherrima é uma espécie de gastrópode do gênero Obesotoma, pertencente a família Mangeliidae.